# Pippa Mann
Philippa Mann, mais conhecida como Pippa Mann (Londres, 11 de agosto de 1983), é uma automobilista inglesa que correu na Firestone Indy Lights e disputou as 500 Milhas de Indianápolis oito vezes.

## Carreira
Pippa começou a sua carreira no kart com apenas 13 anos correndo nas categorias Junior TKM, JICA e Fórmula A. Até 2001, ela competiu apenas em corridas regionais, ano em que decidiu dedicar-se completamente ao kart e se mudou para Itália. Nessa mesma época escrevia artigos de opinião para vários jornais especializados em esporte a motor. Em 2003 representou a CRG nos campeonatos italiano, europeu e mundial de kart, tornando-se na primeira britânica a ganhar uma corrida internacional de karting.
No ano de 2004 Pippa começou nas competições do tipo fórmula. A piloto voltou à Inglaterra para participar do campeonato britânico de Fórmula Renault. Em 2005, ela obteve um contrato de dois anos com a equipe Comtec Racing para disputar Fórmula Renault 2.0 Eurocup. Em seu primeiro ano na categoria Pippan terminou com 14ª colocação na classificação geral. No mesmo ano ela também participou do campeonato francês de Fórmula Renault.

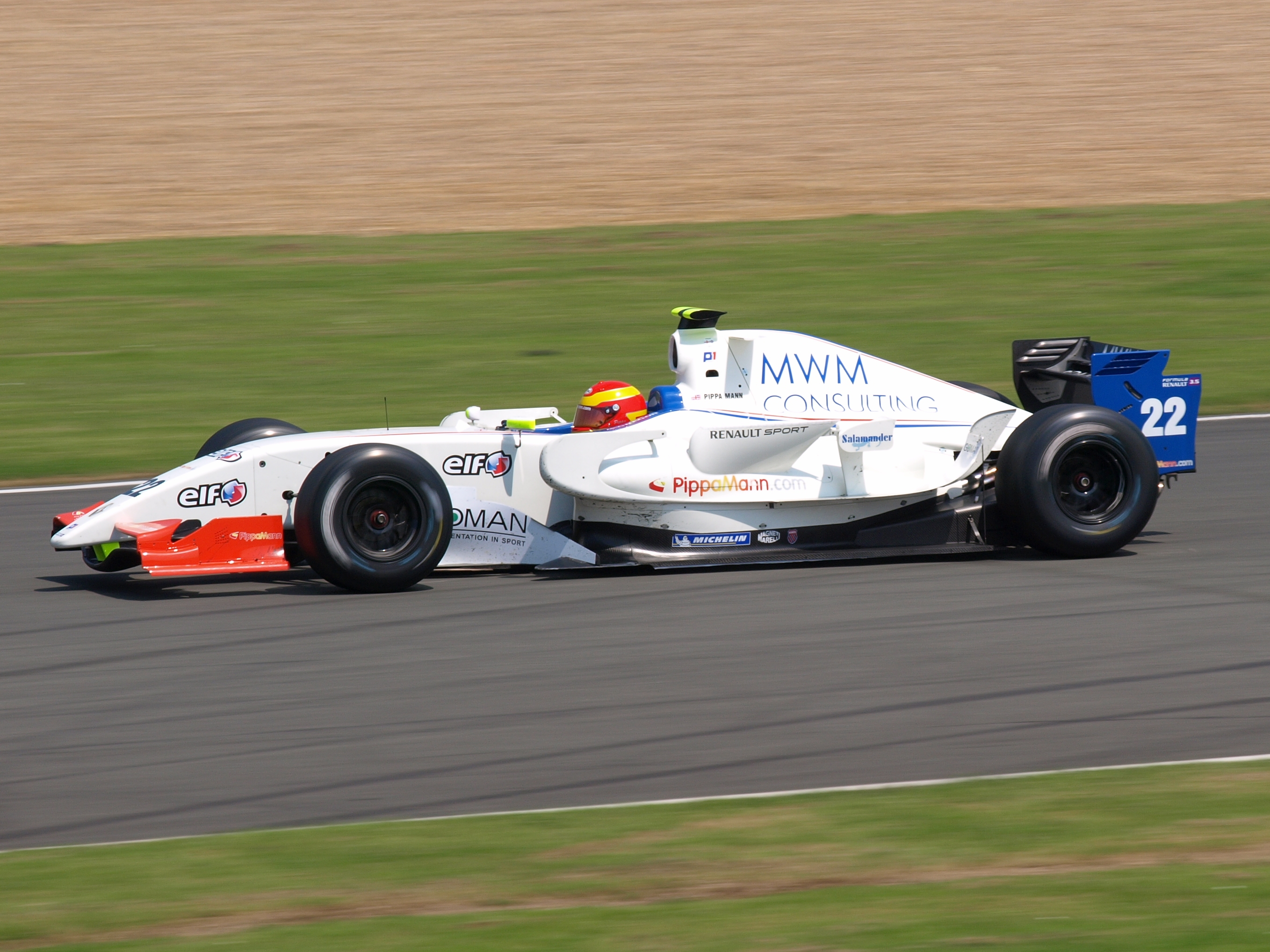
Pippa na temporada 2008 da World Series by Renault.

Em seu segundo ano na Eurocup Pippa teve uma temporada frustrante, mas conseguiu alcançar alguns dos seus melhores resultados na categoria, o que a levou a participar em algumas provas da World Series by Renault durante o inverno. Paralelamente a Eurocup ela disputou também o campeonato britânico de Fórmula Renault.
Em janeiro de 2007 assinou pela equipe Cram by P1 Europe para se tornar a primeira piloto mulher a competir na World Series by Renault. Apesar de uma temporada conturbada e de marcar apenas um ponto no campeonato, a piloto renovou o contrato para a temporada seguinte. Na qual também não teve desempenho expressivo e marcou apenas 5 pontos.
Em setembro de 2008 ela anunciou o fechamento do contrato com equipe Panther Racing para a temporada 2009 da Firestone Indy Lights. Em sua temporada de estréia Pippa conseguiu uma série de finalizações dentro do top-15 e ficou na 14ª colocação na classificação geral do campeonato. Atualmente, a piloto inglesa está disputando a temporada de 2010 da categoria.

#### 500 Milhas de Indianápolis
| Ano  | Chassi  | Motor     | Classificação | Resultado | Equipe                  |
| ---- | ------- | --------- | ------------- | --------- | ----------------------- |
| 2011 | Dallara | Honda     | 32            | 20        | Conquest Racing         |
| 2013 | Dallara | Honda     | 30            | 30        | Dale Coyne Racing       |
| 2014 | Dallara | Honda     | 22            | 24        | Dale Coyne Racing       |
| 2015 | Dallara | Honda     | 25            | 22        | Dale Coyne Racing       |
| 2016 | Dallara | Honda     | 25            | 18        | Dale Coyne Racing       |
| 2017 | Dallara | Honda     | 28            | 17        | Dale Coyne Racing       |
| 2018 | Dallara | Honda     | DNQ           | DNQ       | Dale Coyne Racing       |
| 2019 | Dallara | Chevrolet | 30            | 16        | Clauson-Marshall Racing |

## Posição de chegada nas corridas

### Fórmula Renault 2.0 Eurocup
| Ano  | Equipe        | 1      | 2       | 3      | 4       | 5       | 6      | 7      | 8      | 9       | 10     | 11     | 12      | 13      | 14     | 15     | 16      | Classificação | Pontos |
| ---- | ------------- | ------ | ------- | ------ | ------- | ------- | ------ | ------ | ------ | ------- | ------ | ------ | ------- | ------- | ------ | ------ | ------- | ------------- | ------ |
| 2005 | Comtec Racing | ZOL 14 | ZOL Ret | VAL NL | VAL Ret | LMS Ret | LMS 18 | BIL 23 | BIL 22 | OSC Ret | OSC 26 | DON 18 | DON Ret | EST 30  | EST 20 | MOZ 17 | MOZ Ret | 37º           | 0      |
| 2006 | Comtec Racing | ZOL 29 | ZOL Ret | IST 15 | IST Ret | MIS 16  | MIS 21 | NÜR 31 | NÜR 25 | DON Ret | DON 15 | LMS 20 | LMS 20  | CAT Ret | CAT 21 |        |         | 38º           | 0      |

### World Series by Renault
| Ano  | Equipe           | 1      | 2      | 3      | 4       | 5      | 6      | 7       | 8      | 9       | 10     | 11      | 12      | 13      | 14      | 15     | 16      | 17      | Classificação | Pontos |
| ---- | ---------------- | ------ | ------ | ------ | ------- | ------ | ------ | ------- | ------ | ------- | ------ | ------- | ------- | ------- | ------- | ------ | ------- | ------- | ------------- | ------ |
| 2007 | Cram Competition | MOZ 10 | MOZ 15 | NÜR 23 | NÜR 25  | MON NQ | HUN 15 | HUN Ret | SPA 17 | SPA 13  | DON 20 | DON Ret | MAG Ret | MAG Ret | EST 24  | EST 15 | BAR Ret | BAR Ret | 27º           | 1      |
| 2008 | P1 Motorsport    | MOZ 10 | MOZ 11 | SPA 16 | SPA Ret | MON 18 | SIL 19 | SIL 20  | HUN 15 | HUN Ret | NUR 7  | NUR 19  | LEM Ret | LEM Ret | EST Ret | EST 15 | BAR 13  | BAR 13  | 25º           | 5      |

### Firestone Indy Lights
| Ano  | Equipe                  | 1      | 2      | 3      | 4      | 5      | 6     | 7      | 8      | 9      | 10     | 11     | 12     | 13     | 14    | 15    | Classificação | Pontos |
| ---- | ----------------------- | ------ | ------ | ------ | ------ | ------ | ----- | ------ | ------ | ------ | ------ | ------ | ------ | ------ | ----- | ----- | ------------- | ------ |
| 2009 | Panther Racing          | STP 18 | STP 24 | LBH 14 | KAN 16 | IMS 21 | MIL 9 | IOW 13 | WAT 14 | TOR 16 | EDM 11 | KEN 15 | MID 15 | SON 14 | CHI 9 | HOM 8 | 14º           | 237    |
| 2010 | Sam Schmidt Motorsports | STP 13 | BAR 12 | LBH    | IMS    | IOW    | WAT   | TOR    | EDM    | MID    | SON    | CHI    | KEN    | HOM    |       |       | 13º           | 35     |